# Dermatologie

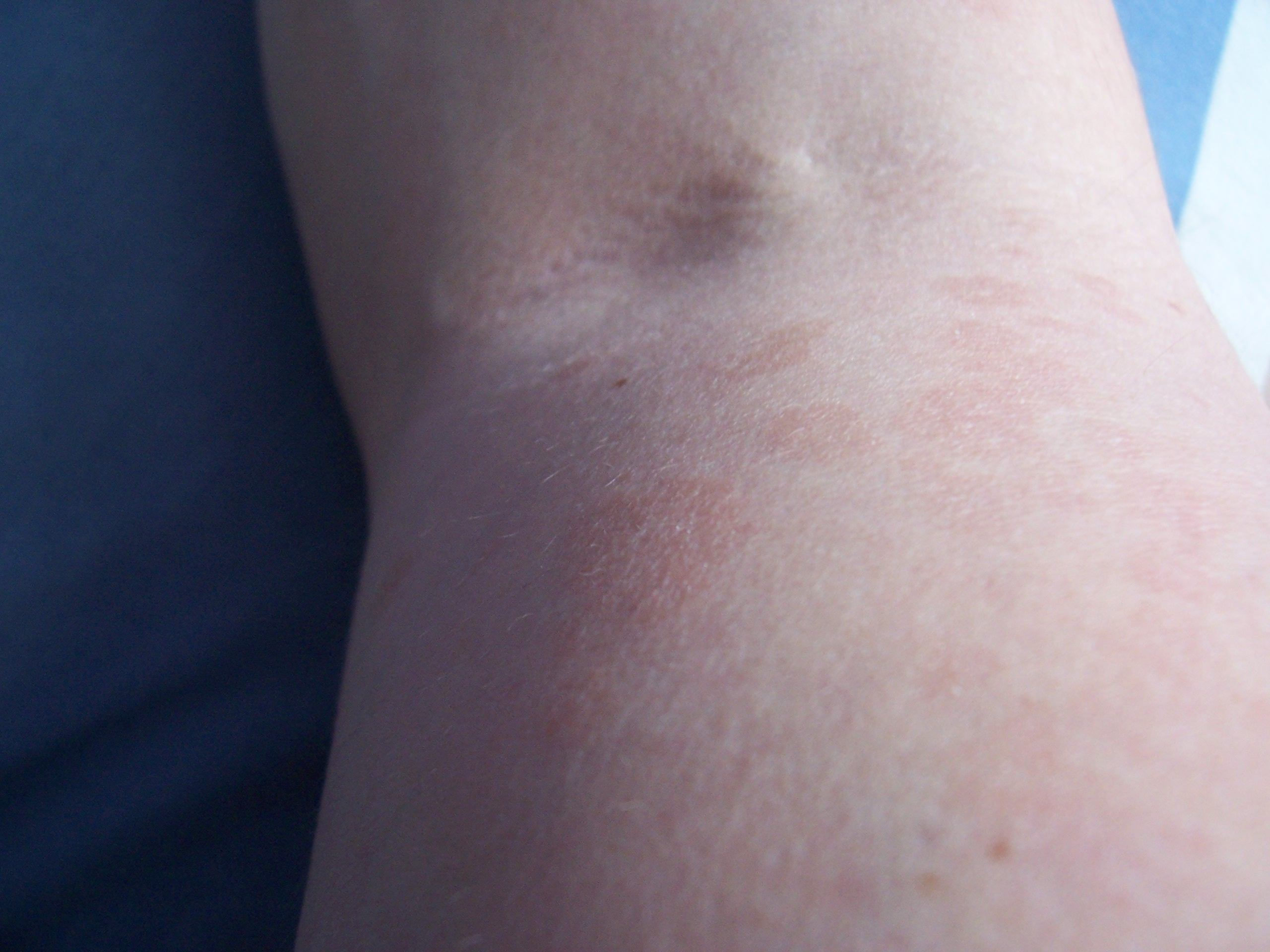
Pityriasis versicolor op de huid van de bovenarm ter hoogte van de musculi bicipites

Dermatologie is het medisch specialisme dat zich bezighoudt met aandoeningen van de huid, de nagels en het haar, samen 'huidziekten' genoemd. Een arts die dermatologie als specialisatie heeft, wordt 'huidarts' of 'dermatoloog' genoemd. Het woord 'dermatoloog' komt van het Oudgrieks : δέρμα of dérma (huid) en λόγος of lógos (leer). Het minder gangbare synoniem 'dermatovenereologie' dekt aanvullend de diagnostiek en de behandeling van seksueel overdraagbare infecties (soa's, geslachtsziekten).
Huidziekten zijn zeer algemeen en er is vrijwel niemand die niet af en toe iets aan de huid heeft. De diagnostiek van huidziekten bestaat in eerste instantie vooral uit inspectie: goed kijken en beschrijven wat er wordt gezien. Voor deze beschrijving bestaat een specifiek jargon, zie morfologie huidafwijkingen.
Daarnaast is de voorgeschiedenis of anamnese vaak van belang. Soms is nader onderzoek nodig, meestal bloedonderzoek of microscopisch onderzoek van een biopt, een monstertje van de aangedane huid. Veel huidziekten hebben niet alleen betrekking op de huid maar ook op andere orgaansystemen.

## Aandoeningen
De dermatologie houdt zich bezig met diagnosticeren en behandelen van o.a. deze groepen van aandoeningen:
- Eczemen, allergie, netelroos.
- Moedervlekken, huidkanker zoals melanoom en basaalcelcarcinoom.
- Lymfoedeem, aambeien, chronische wonden, spataders.
- Infectieziektes van de huid, zoals herpes, gordelroos en wondroos.
- Seksueel overdraagbare infecties, zoals chlamydia, syfilis en genitale wratten.
- Aandoeningen van haren, nagels en zweetklieren zoals kaalheid, hirsutisme, acne, onychopathie en hyperhidrose.
- Pigmentafwijkingen, zoals hypopigmentatie waarvan albinisme en vitiligo voorbeelden zijn, en zoals hyperpigmentatie waarvan melasma, pityriasis versicolor voorbeelden zijn.
- Auto-immuunaandoeningen van de huid, zoals psoriasis, lichen planus, cutane lupus erythematodes, ziekte van Jessner, pemfigoid.

## Behandelwijzen
Voor de behandeling worden o.a. de volgende technieken gebruikt:
- Medicijnen, hetzij plaatselijk als crème, zalf, injectie, of systemisch.
- Chirurgische technieken als excisie, shave, deroofing, flebectomie volgens Müller.
- Verschillende soorten lichttherapie:
  - Lasertherapie met bijv CO2-, Nd:YAG- of pulsed-dye laser, of flitslamp
  - Fotodynamische therapie
  - ultraviolette Lichttherapie met UVB of PUVA.
- Ambulante compressietherapie, lymfedrainage, therapeutische elastische kousen om oedeem tegen te gaan.
- Sclerocompressietherapie: het dichtspuiten van spataders.
- Celon RFITT-methode: radiofrequente behandeling van spataderen
- Flebologie